# بیژوو (استان اوپوله)
بیژوو (به لهستانی: Bierzów) یک منطقهٔ مسکونی در لهستان است که در گمینا سکاربیمیژ واقع شده‌است. بیژوو ۱۹۵ نفر جمعیت دارد و ۱۵۲ متر بالاتر از سطح دریا واقع شده‌است.